# Accord franco-italien de 1900
Pour les articles homonymes, voir Accord franco-italien.
L’accord franco-italien de 1900 est un accord diplomatique qui met fin à plusieurs différends coloniaux entre France et Italie.
Par cet accord, l’Italie laisse le champ libre à la France au Maroc, tandis que celle-ci laisse à l’Italie le champ libre en Tripolitaine.
Après plusieurs mois de négociations, l'accord est entériné le 15 décembre 1900 par un échange de notes entre l'ambassadeur français à Rome Camille Barrère et le ministre italien des affaires étrangères Emilio Visconti-Venosta,.
Cet accord approfondit le rapprochement entre la France et l'Italie (contentieux tunisien liquidé en 1896, accord commercial mettant fin à la guerre douanière en 1898).
Il est suivi l'année suivante par l'Accord franco-italien de 1900-1901 concernant la corne de l'Afrique.